# Al Cliver
Al Cliver (eigentlich Pierluigi Conti; * 16. Juli 1951 in Alexandria, Ägypten) ist ein italienischer Schauspieler.

## Leben
Conti machte, nachdem er im Alter von fünf Jahren mit seinen Eltern sein Geburtsland verlassen musste, mit 16 Jahren seine ersten Filmerfahrungen, als er für Werbespots engagiert wurde. Sein erster Spielfilm war Libido – Das große Lexikon der Lust (1969).  Noch im gleichen Jahr engagierte ihn Luchino Visconti für Die Verdammten. Sein Filmdebüt unter seinem Pseudonym gab er 1974 in Il saprofita von Sergio Nasca, für das er das Silberne Band als bester Jungschauspieler erhielt. 1975 spielte er in Una ondata di piacere, einem Thriller von Ruggero Deodato. Bis 1990 trat er in etwa vierzig Werken auf, unter denen zahlreiche Klassiker des Exploitationfilms zu finden sind. Häufig spielte er für Lucio Fulci, so zum letzten Mal auch in Demonia, einem Horrorfilm (1989).
Nach seinem Rückzug aus dem Filmgeschäft arbeitete er als Schreiner, Korbwaren- und Möbelverkäufer in Rom.
Einige Jahre war er der Lebensgefährte der Schauspielerin Annie Belle.

## Filmografie (Auswahl)
- 1969: Die Verdammten (La caduta degli Dei)
- 1969: Libido - Das große Lexikon der Lust  (Le 10 meraviglie dell' amore)
- 1974: Il saprofita
- 1975: Ondata di piacere
- 1976: Annie Belle – Zur Liebe geboren (La fine dell'innocenza)
- 1976: Laura (Laure)
- 1976: Velluto nero
- 1976: Zwei Supertypen räumen auf (I padroni della città)
- 1976: Apache Woman (Una donna chiamata Apache)
- 1978: Heroin (Milano… difendersi o morire)
- 1978: Provinz ohne Gesetz (Provincia violenta)
- 1979: Woodoo – Die Schreckensinsel der Zombies (Zombi 2)
- 1980: Flying Sex – Die kessen Stewardessen (Sesso profondo)
- 1980: Jungfrau unter Kannibalen (Sexo caníbal)
- 1980: Mondo Cannibale 3 – Die blonde Göttin der Kannibalen (Mondo cannibale)
- 1981: The Black Cat (Il gatto nero)
- 1981: Über dem Jenseits (L’aldilà)
- 1983: 2020 – Texas Gladiators (Anno 2020 – I gladiatori del futuro)
- 1983: Endgame – Das letzte Spiel mit dem Tod (Endgame – Bronx lotta finale)
- 1983: Die Schlacht der Cebturions (I guerrieri dell'anno 2072)
- 1984: Sklavin für einen Sommer (L’alcova)
- 1987: When Alice Broke The Mirror (Quando Alice ruppe lo specchio)
- 1989: Die Uhr des Grauens (La casa nel tempo)
- 1990: Demonia